# Бреш-де-Роланд

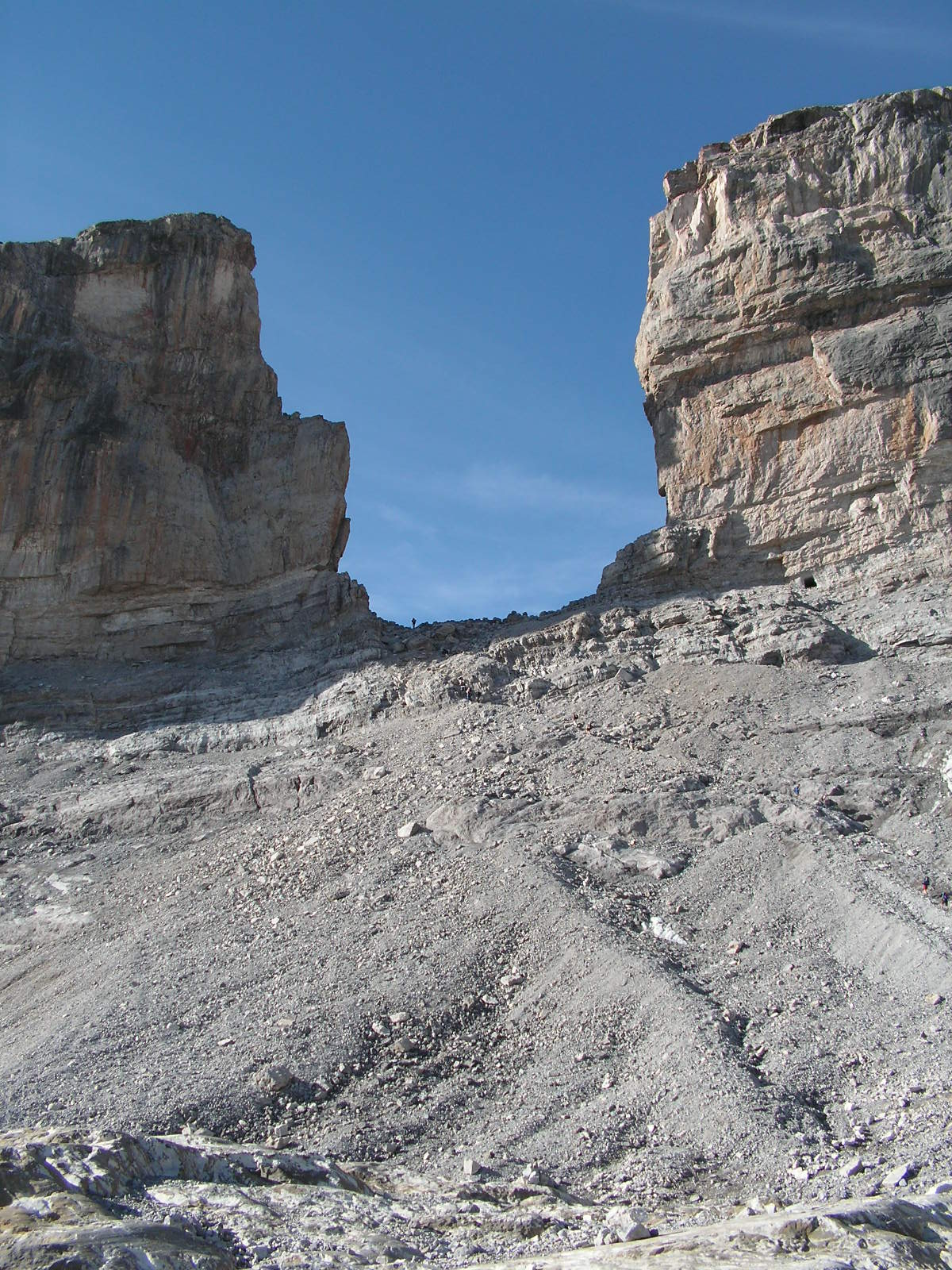
Бреш-де-Роланд

Бреш-де-Роланд, Роландсбрашен — гірський перевал на рівні 2 804 метри над рівнем моря в центральних Піренеях, шириною 40 м, завдовжки 1,1 км і оточений високими скельними стінами, веде з долини Гаварніе у Франції на захід від Мон-Перду до Іспанії.

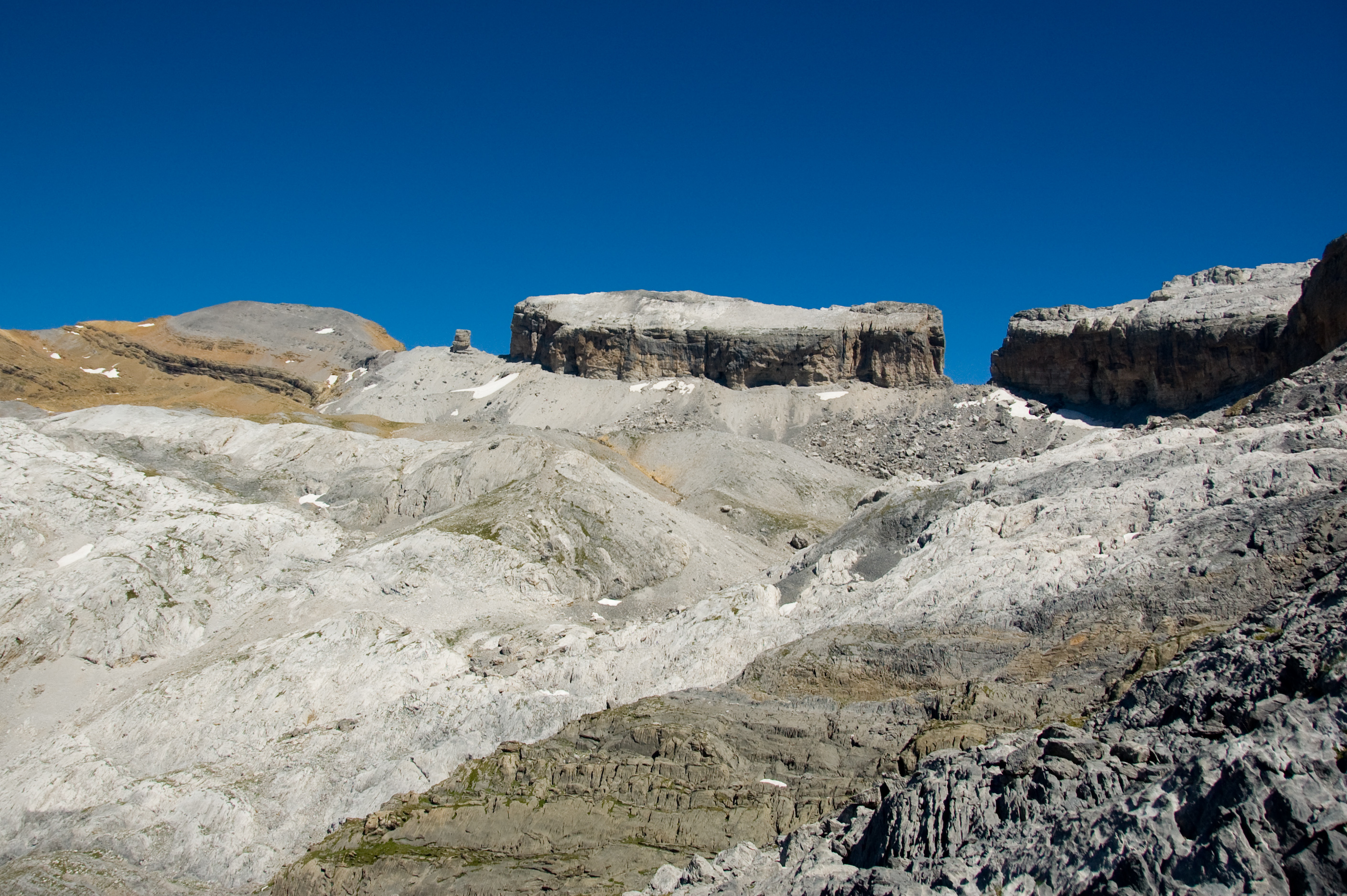
Бреш-де-Роланд (Brèche de Roland) з боку Іспанії.
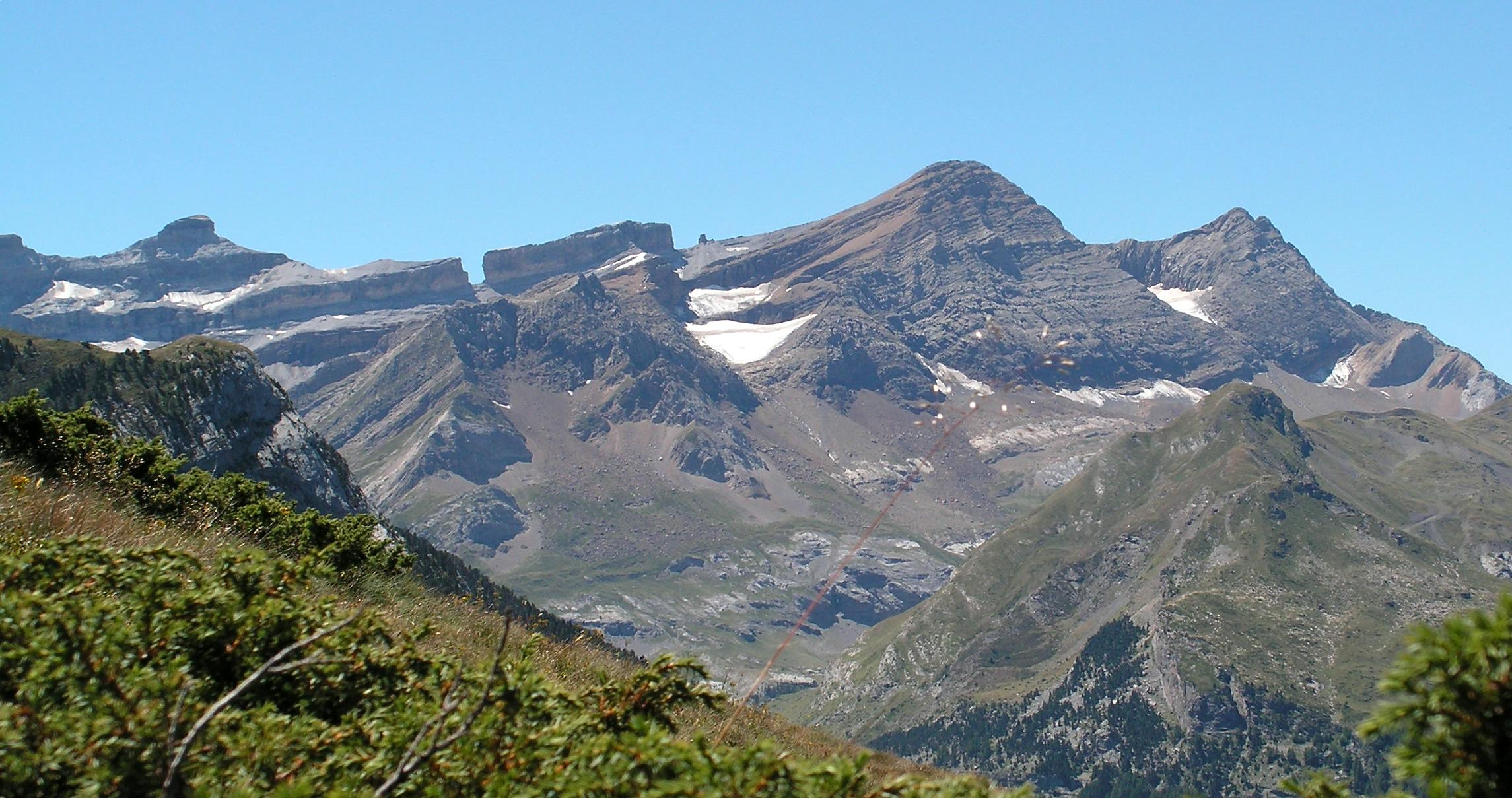
Вид на перевал Бреш-де-Роланд з півночі.

| Земля | Це незавершена стаття з географії. Ви можете допомогти проєкту, виправивши або дописавши її. |